# Liste der Baudenkmäler in Schwelm

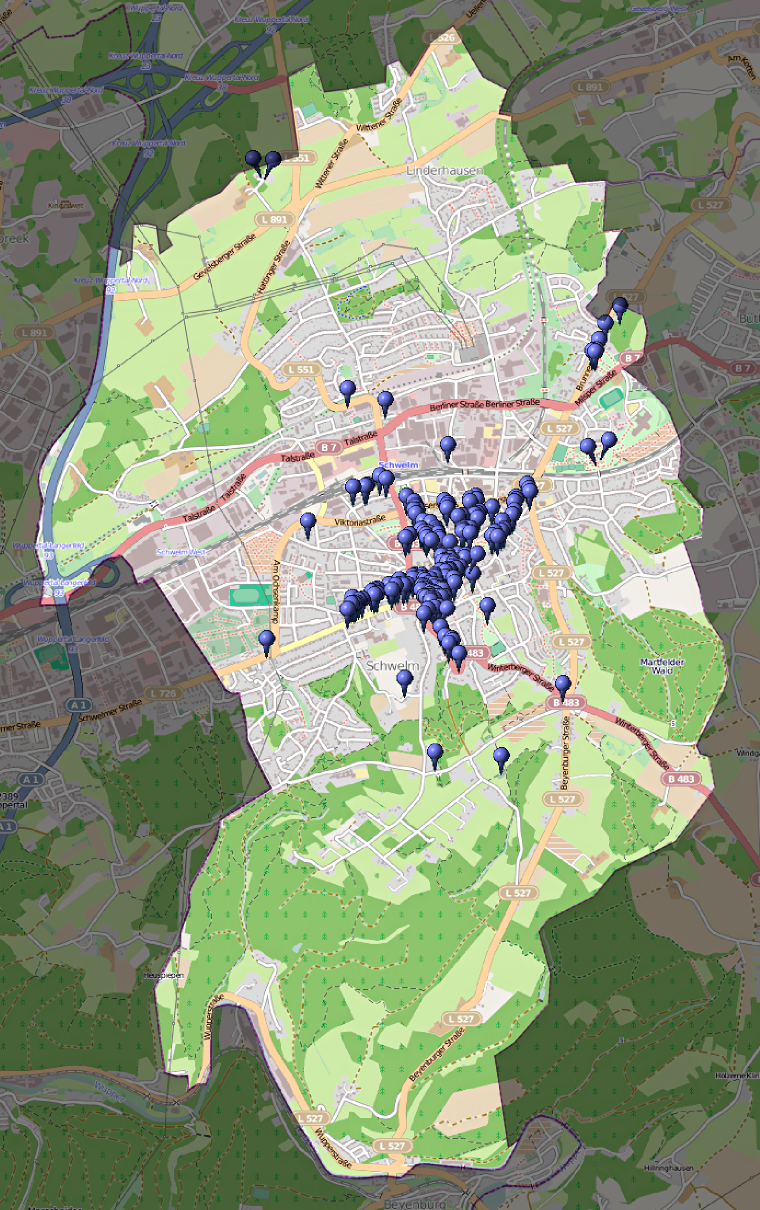
Lagekarte der Baudenkmäler in Schwelm (bis auf Nr. 160)

Die Liste der Baudenkmäler in Schwelm enthält die denkmalgeschützten Bauwerke auf dem Gebiet der Stadt Schwelm im Ennepe-Ruhr-Kreis in Nordrhein-Westfalen (Stand: April 2021). Diese Baudenkmäler sind in der Denkmalliste der Stadt Schwelm eingetragen; Grundlage für die Aufnahme ist das Denkmalschutzgesetz Nordrhein-Westfalen (DSchG NRW).

## Baudenkmäler
Baudenkmäler sind „Denkmäler, die aus baulichen Anlagen oder Teilen baulicher Anlagen bestehen“. Die Denkmalliste der Stadt Schwelm umfasst 178 Baudenkmäler.
Die Liste umfasst, falls vorhanden, eine Fotografie des Denkmals, als Bezeichnung den Namen bzw. kursiv den Gebäudetyp, die Adresse, in einigen Fällen weitere Hinweise zum Denkmal, das Datum der Unterschutzstellung sowie die Eintragungsnummer der unteren Denkmalbehörde der Stadt Schwelm. Abkürzungen wurden zum besseren Verständnis aufgelöst, die Typografie an die in der Wikipedia übliche angepasst und Tippfehler korrigiert.
| Bild                                         | Bezeichnung                                       | Lage                                                                             | Beschreibung | Bauzeit                             | Eingetragen seit   | Denkmal- nummer |
| -------------------------------------------- | ------------------------------------------------- | -------------------------------------------------------------------------------- | --- | ----------------------------------- | ------------------ | --------------- |
| Gebäude des Amtsgerichts                     | Gebäude des Amtsgerichts                          | Schwelm Schulstraße 7 Karte                                                      | Nebenstelle des Amtsgerichts Schwelm; ehemaliges Bankhaus „David Meyers Söhne“ |                                     | 14. Mai 1992       | 1               |
| Wohn- und Geschäftshaus                      | Wohn- und Geschäftshaus                           | Schwelm Wilhelmstraße 11 Karte                                                   | |                                     | 29. November 1985  | 2               |
| Wohn- und Geschäftshaus                      | Wohn- und Geschäftshaus                           | Schwelm Wilhelmstraße 25 Karte                                                   | |                                     | 29. November 1985  | 3               |
| so gen. Sternenberg’sche Fabrik-Wohnhaus     | so gen. Sternenberg’sche Fabrik-Wohnhaus          | Schwelm Ehrenberger Straße 1a Karte                                              | teilverschiefertes Fachwerkgebäude, ehemalige Bandwirkerei | 1871/1872                           | 29. November 1985  | 4               |
| Wohn- und Geschäftshaus                      | Wohn- und Geschäftshaus                           | Schwelm Kirchstraße 18 Karte                                                     | |                                     | 29. November 1985  | 5               |
| Wohnhaus (so gen. „Haus am Weinberg“)        | Wohnhaus (so gen. „Haus am Weinberg“)             | Schwelm Kölner Straße 78/80 Karte                                                | |                                     | 29. November 1985  | 6               |
| Haus                                         | Haus                                              | Schwelm Schulstraße 27 Karte                                                     | |                                     | 29. November 1985  | 7               |
| Wohn- und Geschäftshaus                      | Wohn- und Geschäftshaus                           | Schwelm Kölner Straße 40 Karte                                                   | |                                     | 24. Juli 1986      | 8               |
| Haus                                         | Haus                                              | Schwelm Hauptstraße 100 Karte                                                    | erbaut durch Arzt Dr. Ludwig Castringius (1771–1838) im Jahr 1810, übernommen durch Firma Bever und Klophaus im Jahr 1861 |                                     | 26. September 1986 | 10              |
| Haus                                         | Haus                                              | Schwelm Kirchplatz 1 Karte                                                       | |                                     | 26. September 1986 | 11              |
| Wohn- und Geschäftshaus                      | Wohn- und Geschäftshaus                           | Schwelm Kölner Straße 17 Karte                                                   | |                                     | 26. September 1986 | 12              |
| Wohnhaus                                     | Wohnhaus                                          | Schwelm Kölner Straße 18 Karte                                                   | |                                     | 26. September 1986 | 13              |
| Wohnhaus                                     | Wohnhaus                                          | Schwelm Kölner Straße 19 Karte                                                   | |                                     | 26. September 1986 | 14              |
| Wohnhaus                                     | Wohnhaus                                          | Schwelm Kölner Straße 21 Karte                                                   | |                                     | 26. September 1986 | 15              |
| Wohnhaus                                     | Wohnhaus                                          | Schwelm Kölner Straße 23 Karte                                                   | |                                     | 26. September 1986 | 16              |
| Wohnhaus                                     | Wohnhaus                                          | Schwelm Leistraße 6 Karte                                                        | |                                     | 26. September 1986 | 17              |
| Wohnhaus                                     | Wohnhaus                                          | Möllenkotten Möllenkotter Straße 2 Karte                                         | |                                     | 26. September 1986 | 18              |
| Wohn- und Geschäftshaus                      | Wohn- und Geschäftshaus                           | Möllenkotten Möllenkotter Straße 4 Karte                                         | |                                     | 26. September 1986 | 19              |
| Wohnhaus                                     | Wohnhaus                                          | Schwelm Schulstraße 32 Karte                                                     | |                                     | 26. September 1986 | 20              |
| Wohnhaus                                     | Wohnhaus                                          | Schwelm Altmarkt 4 Karte                                                         | |                                     | 26. September 1986 | 21              |
| Wohn- und Geschäftshaus (Hotel)              | Wohn- und Geschäftshaus (Hotel)                   | Schwelm Altmarkt 8 Karte                                                         | |                                     | 15. Januar 1987    | 22              |
| weitere Bilder                               | Haus Martfeld mit Schlosskapelle                  | Schwelm (Haus) Martfeld 1 Karte                                                  | | 1860 (Kapelle)                      | 30. September 1987 | 23              |
| weitere Bilder                               | Haferkasten                                       | Schwelm (zuvor Linderhausen, Korthausen) Martfeld 1 (zuvor: Korthausen 10) Karte | hölzerner Getreidespeicher mit geschnitzter Jahreszahl 1590 im Türsturz, ursprünglicher Standort bis 1929 war der Hof Mennenöhde bzw. Mennenöh an der Oehde im Westen Schwelms, danach verschiedene Standorte, heute restauriert und im Park von Haus Martfeld aufgestellt                                   | 1583                                | 30. September 1987 | 24              |
| Brunnenhäuschen                              | Brunnenhäuschen                                   | Brunnen Zugang über Brunnenstraße Karte                                          | Brunnenhäuschen des ehemaligen Schwelmer Gesundbrunnens im alten Kurpark, Backstein-Oktakon mit schiefergedeckter welscher Haube |                                     | 8. Dezember 1987   | 25 Wikidata     |
| weitere Bilder                               | Wohnhaus mit seitlicher Remise (DRK-Heim)         | Schwelm Hauptstraße 109 Karte                                                    | verschiefertes Fachwerkwohnhaus, Fachwerk-Nebengebäude | um 1808                             | 8. Dezember 1987   | 26              |
| Haus Friedrichsbad mit Seitenflügel          | Haus Friedrichsbad mit Seitenflügel               | Brunnen Brunnenstraße 28 Karte                                                   | | um 1785                             | 8. Dezember 1987   | 27              |
| Wohnhaus mit Gaststätte                      | Wohnhaus mit Gaststätte                           | Winterberg Beyenburger Straße 2 Karte                                            | |                                     | 27. Juni 1988      | 28              |
| weitere Bilder                               | Wohnhaus mit Nebenwohngebäude                     | Schwelm Barmer Straße 11 und 11a Karte                                           | |                                     | 11. November 1988  | 29              |
| Wohnhaus                                     | Wohnhaus                                          | Schwelm Bergstraße 2 Karte                                                       | |                                     | 11. November 1988  | 30              |
| Wohnhaus (mit Anbau)                         | Wohnhaus (mit Anbau)                              | Schwelm Bergstraße 4 Karte                                                       | |                                     | 11. November 1988  | 31              |
| Wohn- und Geschäftshaus                      | Wohn- und Geschäftshaus                           | Schwelm Hauptstraße 7 Karte                                                      | |                                     | 11. November 1988  | 32              |
| Wohn- und Geschäftshaus                      | Wohn- und Geschäftshaus                           | Schwelm Hauptstraße 34 Karte                                                     | |                                     | 11. November 1988  | 33              |
| Wohn- und Geschäftshaus                      | Wohn- und Geschäftshaus                           | Schwelm Hauptstraße 35 Karte                                                     | |                                     | 11. November 1988  | 34              |
| Wohn- und Geschäftshaus                      | Wohn- und Geschäftshaus                           | Schwelm Hauptstraße 37 Karte                                                     | |                                     | 11. November 1988  | 35              |
| Wohn- und Geschäftshaus                      | Wohn- und Geschäftshaus                           | Schwelm Hauptstraße 55 Karte                                                     | |                                     | 11. November 1988  | 36              |
| Wohn- und Geschäftshaus                      | Wohn- und Geschäftshaus                           | Schwelm Hauptstraße 56 Karte                                                     | |                                     | 11. November 1988  | 37              |
| Wohn- und Geschäftshaus                      | Wohn- und Geschäftshaus                           | Schwelm Hauptstraße 58 Karte                                                     | |                                     | 11. November 1988  | 38              |
| Wohn- und Geschäftshaus                      | Wohn- und Geschäftshaus                           | Schwelm Hauptstraße 72 Karte                                                     | |                                     | 11. November 1988  | 39              |
| Wohnhaus, Nebengebäude mit Werkstatt/Wohnung | Wohnhaus, Nebengebäude mit Werkstatt/Wohnung      | Schwelm Hauptstraße 104 Karte                                                    | verschiefertes Fachwerkhaus, erbaut durch Stahlfabrikant und Hammerwerksbesitzer Moritz Heilenbeck (1773–1837) um 1810, fortgeführt durch Schwiegersohn Friedrich Springorum (1882–1838) und Nachkommen, Stammhaus der Familie Springorum in Schwelm                                                         | um 1810                             | 11. November 1988  | 40              |
| Wohnhaus, Nebengebäude mit Werkstatt/Wohnung | Wohnhaus, Nebengebäude mit Werkstatt/Wohnung      | Schwelm Hauptstraße 106 Karte                                                    | |                                     | 11. November 1988  | 41              |
| Wohnhaus                                     | Wohnhaus                                          | Schwelm Kölner Straße 1 Karte                                                    | |                                     | 22. Februar 1989   | 42              |
| Wohn- und Geschäftshaus                      | Wohn- und Geschäftshaus                           | Schwelm Kölner Straße 2 Karte                                                    | | 1730                                | 20. Februar 1989   | 43              |
| Wohn- und Geschäftshaus                      | Wohn- und Geschäftshaus                           | Schwelm Kölner Straße 4 Karte                                                    | |                                     | 20. Februar 1989   | 44              |
| Wohn- und Geschäftshaus                      | Wohn- und Geschäftshaus                           | Schwelm Kölner Straße 5 Karte                                                    | |                                     | 20. Februar 1989   | 45              |
| Wohn- und Geschäftshaus                      | Wohn- und Geschäftshaus                           | Schwelm Kölner Straße 7 Karte                                                    | |                                     | 20. Februar 1989   | 46              |
| Wohn- und Geschäftshaus                      | Wohn- und Geschäftshaus                           | Schwelm Kölner Straße 8 Karte                                                    | |                                     | 20. Februar 1989   | 47              |
| Wohn- und Geschäftshaus                      | Wohn- und Geschäftshaus                           | Schwelm Kölner Straße 9 Karte                                                    | |                                     | 20. Februar 1989   | 48              |
| Wohnhaus mit Hinterhaus                      | Wohnhaus mit Hinterhaus                           | Schwelm Kölner Straße 10, 10a Karte                                              | |                                     | 20. Februar 1989   | 49              |
| Wohn- und Geschäftshaus                      | Wohn- und Geschäftshaus                           | Schwelm Kölner Straße 11 Karte                                                   | |                                     | 20. Februar 1989   | 50              |
| Haus                                         | Haus                                              | Schwelm Kölner Straße 13 Karte                                                   | |                                     | 20. Februar 1989   | 51              |
| Wohnhaus                                     | Wohnhaus                                          | Schwelm Kölner Straße 14 Karte                                                   | |                                     | 20. Februar 1989   | 52              |
| Wohn- und Geschäftshaus                      | Wohn- und Geschäftshaus                           | Schwelm Kölner Straße 26 Karte                                                   | |                                     | 20. Februar 1989   | 54              |
| Wohnhaus                                     | Wohnhaus                                          | Schwelm Kölner Straße 33 Karte                                                   | |                                     | 20. Februar 1989   | 55              |
| Wohn- und Geschäftshaus                      | Wohn- und Geschäftshaus                           | Schwelm Altmarkt 2 Karte                                                         | Gebäude der „Adler-Apotheke“ |                                     | 20. Februar 1989   | 56/1            |
| Apothekeneinrichtung                         | Apothekeneinrichtung                              | Schwelm Altmarkt 2 Karte                                                         | Apothekeneinrichtung |                                     | 31. Oktober 2000   | 56/2            |
| Kirchliches Gebäude (Verwaltung)             | Kirchliches Gebäude (Verwaltung)                  | Schwelm Altmarkt 9 Karte                                                         | |                                     | 20. Februar 1989   | 57              |
| Ehrenmal (Soldatengedenkstätte)              | Ehrenmal (Soldatengedenkstätte)                   | Schwelm Drosselstraße (Wilhelmshöhe) Karte                                       | Ehrenmal im Wäldchen „Wilhelmshöhe“ |                                     | 20. Februar 1989   | 58              |
| weitere Bilder                               | Fabrikgebäude (Brauerei)                          | Schwelm Neumarkt 1 Karte                                                         | ehemalige Brauerei Schwelm; technisches Kulturdenkmal |                                     | 20. Februar 1989   | 59              |
| Fabrikgebäude (Bandwirkerei)                 | Fabrikgebäude (Bandwirkerei)                      | Schwelm Bandwirkerweg 44 und 44a Karte                                           | Bandwirkerei; technisches Kulturdenkmal |                                     | 20. Februar 1989   | 60              |
| Wohnhaus                                     | Wohnhaus                                          | Schwelm Leistraße 2 Karte                                                        | |                                     | 19. Mai 1989       | 61              |
| Wohnhaus                                     | Wohnhaus                                          | Schwelm Leistraße 4 Karte                                                        | |                                     | 19. Mai 1989       | 62              |
| Wohn- und Geschäftshaus                      | Wohn- und Geschäftshaus                           | Schwelm Altmarkt 10 Karte                                                        | |                                     | 19. Mai 1989       | 63              |
| Wohn- und Geschäftshaus                      | Wohn- und Geschäftshaus                           | Schwelm Altmarkt 14 Karte                                                        | |                                     | 19. Mai 1989       | 64              |
| Wohn- und Geschäftshaus                      | Wohn- und Geschäftshaus                           | Schwelm Kirchstraße 2 Karte                                                      | |                                     | 19. Mai 1989       | 65              |
| Wohn- und Geschäftshaus                      | Wohn- und Geschäftshaus                           | Schwelm Kirchstraße 5 Karte                                                      | |                                     | 19. Mai 1989       | 66              |
| Wohn- und Geschäftshaus                      | Wohn- und Geschäftshaus                           | Schwelm Kirchstraße 9 Karte                                                      | |                                     | 19. Mai 1989       | 67              |
| Wohn- und Geschäftshaus                      | Wohn- und Geschäftshaus                           | Schwelm Kirchstraße 15 Karte                                                     | |                                     | 19. Mai 1989       | 68              |
| Wohnhaus                                     | Wohnhaus                                          | Schwelm Kölner Straße 12 Karte                                                   | |                                     | 19. Mai 1989       | 69              |
| Wohnhaus                                     | Wohnhaus                                          | Schwelm Herbergstraße 8 Karte                                                    | |                                     | 19. Mai 1989       | 70              |
| Wohnhaus                                     | Wohnhaus                                          | Schwelm Herbergstraße 12 Karte                                                   | Fachwerkgebäude |                                     | 19. Mai 1989       | 71              |
| Wohn- und Geschäftshaus                      | Wohn- und Geschäftshaus                           | Schwelm Neumarkt 15 Karte                                                        | |                                     | 19. Mai 1989       | 72              |
| Wohnhaus                                     | Wohnhaus                                          | Schwelm Hofgasse 8 Karte                                                         | Fachwerkhaus, Ausgangspunkt des letzten großen Schwelmer Stadtbrands 1827, vom Haus selbst brannte damals der Dachstuhl ab | 1727                                | 19. Mai 1989       | 73              |
| Wohn- und Geschäftshaus                      | Wohn- und Geschäftshaus                           | Schwelm Hauptstraße 28 Karte                                                     | |                                     | 19. Mai 1989       | 74              |
| Wohn- und Geschäftshaus                      | Wohn- und Geschäftshaus                           | Schwelm Hauptstraße 79 Karte                                                     | |                                     | 19. Mai 1989       | 75              |
| Wohn- und Geschäftshaus                      | Wohn- und Geschäftshaus                           | Schwelm Hauptstraße 81 Karte                                                     | |                                     | 19. Mai 1989       | 76              |
| Wohn- und Geschäftshaus                      | Wohn- und Geschäftshaus                           | Schwelm Hauptstraße 83 Karte                                                     | |                                     | 19. Mai 1989       | 77              |
| Wohn- und Geschäftshaus                      | Wohn- und Geschäftshaus                           | Schwelm Kirchstraße 3 Karte                                                      | |                                     | 30. Juni 1989      | 78              |
| Wohn- und Geschäftshaus                      | Wohn- und Geschäftshaus                           | Schwelm Kirchstraße 14 Karte                                                     | |                                     | 30. Juni 1989      | 79              |
| Wohnhaus                                     | Wohnhaus                                          | Schwelm Kirchplatz 16 Karte                                                      | |                                     | 30. Juni 1989      | 80              |
| Wohnhaus                                     | Wohnhaus                                          | Schwelm Leistraße 1 Karte                                                        | |                                     | 30. Juni 1989      | 81              |
| Wohn- und Geschäftshaus                      | Wohn- und Geschäftshaus                           | Schwelm Hauptstraße 61 Karte                                                     | |                                     | 30. Juni 1989      | 82              |
| Wohnhaus                                     | Wohnhaus                                          | Schwelm Hauptstraße 15 Karte                                                     | |                                     | 30. Juni 1989      | 83              |
| Wohnhaus (so gen. „Sternenberg’sche Villa“)  | Wohnhaus (so gen. „Sternenberg’sche Villa“)       | Schwelm Barmer Straße 8 Karte                                                    | |                                     | 22. Juni 1989      | 85              |
| Wohnhaus                                     | Wohnhaus                                          | Schwelm Barmer Straße 9 Karte                                                    | |                                     | 30. Juni 1989      | 86              |
| Wohnhaus                                     | Wohnhaus                                          | Oehde Barmer Straße 47 Karte                                                     | |                                     | 30. Juni 1989      | 87              |
| weitere Bilder                               | Wohn- und Geschäftshaus/Fabrikgebäude (Brennerei) | Schwelm Barmer Straße 13 und 13a Karte                                           | technisches Kulturdenkmal; „Levering’sche Brauerei“, bis 1994 Brennereibetrieb |                                     | 30. Juni 1989      | 88              |
| Gehöft (Gut Oberberge)                       | Gehöft (Gut Oberberge)                            | Linderhausen (Oberberge) Gut Oberberge 2 Karte                                   | |                                     | 30. Juni 1989      | 89              |
| Gehöft (Gut Oberberge)                       | Gehöft (Gut Oberberge)                            | Linderhausen (Oberberge) Gut Oberberge 4 Karte                                   | |                                     | 30. Juni 1989      | 90              |
| Wohn- und Geschäftshaus                      | Wohn- und Geschäftshaus                           | Schwelm Kirchstraße 13 Karte                                                     | |                                     | 7. November 1989   | 91              |
| Wohnhaus                                     | Wohnhaus                                          | Schwelm Kölner Straße 3 Karte                                                    | |                                     | 7. Januar 1989     | 92              |
| Schulgebäude                                 | Schulgebäude                                      | Schwelm Südstraße 6 Karte                                                        | | 1832                                | 7. November 1989   | 93              |
| ehemalige Kirche (Gemeindehaus)              | ehemalige Kirche (Gemeindehaus)                   | Schwelm Südstraße 7 Karte                                                        | verschiefertes Fachwerkhaus | 1872–1874                           | 7. November 1989   | 94              |
| Wohnhaus                                     | Wohnhaus                                          | Schwelm Barmer Straße 7 Karte                                                    | |                                     | 7. November 1989   | 95              |
| Wohnhaus                                     | Wohnhaus                                          | Schwelm Hauptstraße 3 Karte                                                      | |                                     | 7. November 1989   | 96              |
| Wohnhaus                                     | Wohnhaus                                          | Schwelm Hauptstraße 5 Karte                                                      | |                                     | 7. November 1989   | 97              |
| Wohnhaus                                     | Wohnhaus                                          | Schwelm Hauptstraße 6 Karte                                                      | |                                     | 7. November 1989   | 98              |
| Wohnhaus                                     | Wohnhaus                                          | Schwelm Hauptstraße 8 Karte                                                      | |                                     | 7. November 1989   | 99              |
| Wohnhaus                                     | Wohnhaus                                          | Schwelm Hauptstraße 114 Karte                                                    | verputzter Massivbau, ehemalige Fabrikantenvilla (Holzschraubenfabrik Falkenroth & Kleine) | 1875                                | 7. November 1989   | 100             |
| Wohnhaus                                     | Wohnhaus                                          | Schwelm Hauptstraße 116 Karte                                                    | älterer Gebäudeteil (rechts, westlich) erbaut um 1830, Anbau (links, östlich) um 1900 durch Fabrikantenfamilie Carl Kleine |                                     | 7. November 1989   | 101             |
| Wohnhaus                                     | Wohnhaus                                          | Schwelm Hauptstraße 119 Karte                                                    | |                                     | 7. November 1989   | 102             |
| Wohnhaus                                     | Wohnhaus                                          | Schwelm Hauptstraße 16 Karte                                                     | erbaut als Fabrikantenvilla im klassizistischen Stil durch Band- und Textilfabrikant Daniel Friedr. Braselmann (1824–1895) | 1849                                | 22. Februar 1990   | 103             |
| Wohnhaus                                     | Wohnhaus                                          | Schwelm Hauptstraße 18 Karte                                                     | verschiefertes Fachwerkhaus mit Spätrokoko-Haustür, ehemalige Bandwirkerei | 1925                                | 22. Februar 1990   | 104             |
| Wohnhaus                                     | Wohnhaus                                          | Schwelm Hauptstraße 20 Karte                                                     | als Bankhaus und Wohnhaus im Bergischen Stil erbaut durch Bankier Emil Braselmann (1806–1872) | um 1830                             | 22. Februar 1990   | 105             |
| Wohnhaus mit Gartenhaus                      | Wohnhaus mit Gartenhaus                           | Schwelm Hauptstraße 22 Karte                                                     | Fabrikantenvilla erbaut 1898 durch Architekt Heinrich Plange für Albano Müller senior (1866–1946), Direktor des Schwelmer Eisenwerks Müller & Co. | 1898 (Wohnhaus)                     | 22. Februar 1990   | 106             |
| Remise mit Wohnung                           | Remise mit Wohnung                                | Schwelm Hauptstraße 24 Karte                                                     | erbaut in zwei Abschnitten, zunächst die westliche Haushälfte 1899 als Kutschenhaus (Remise) mit Kutscherwohnung, dann die östliche Haushälfte 1908 durch Architekt Carl Conradi als Gebäude für landwirtschaftliche Nutzung mit Ställen und Heuboden; Haus zugehörig zur benachbarten Villa Hauptstraße 22. | 1899 (Westhälfte), 1908 (Osthälfte) | 22. Februar 1990   | 107             |
| Wohnhaus                                     | Wohnhaus                                          | Schwelm Hauptstraße 111 Karte                                                    | |                                     | 22. Februar 1990   | 108             |
| Wohn- und Geschäftshaus                      | Wohn- und Geschäftshaus                           | Schwelm Hauptstraße 133 Karte                                                    | |                                     | 25. März 1990      | 109             |
| Wohnhaus                                     | Wohnhaus                                          | Schwelm Hauptstraße 137 Karte                                                    | |                                     | 22. Februar 1990   | 110             |
| Wohn- und Geschäftshaus                      | Wohn- und Geschäftshaus                           | Schwelm Hauptstraße 149 Karte                                                    | |                                     | 28. Mai 1990       | 111             |
| Wohn- und Geschäftshaus                      | Wohn- und Geschäftshaus                           | Schwelm Neumarkt 11 Karte                                                        | |                                     | 22. Februar 1990   | 112             |
| Wohn- und Geschäftshaus                      | Wohn- und Geschäftshaus                           | Schwelm Neumarkt 13 Karte                                                        | |                                     | 22. Februar 1990   | 113             |
| Wohnhaus                                     | Wohnhaus                                          | Schwelm Neumarkt 17 Karte                                                        | |                                     | 22. Februar 1990   | 114             |
| Gartenhaus                                   | Gartenhaus                                        | Loh Hattinger Straße 45 Karte                                                    | Pavillon-Massivbau mit achteckigem Grundriss | um 1800                             | 19. Juli 1990      | 115             |
| Wohn- und Geschäftshaus                      | Wohn- und Geschäftshaus                           | Schwelm Hauptstraße 135 Karte                                                    | |                                     | 19. Juli 1990      | 116             |
| Wohnhaus                                     | Wohnhaus                                          | Schwelm Kölner Straße 66 Karte                                                   | |                                     | 19. Juli 1990      | 117             |
| Wohnhaus                                     | Wohnhaus                                          | Schwelm Kölner Straße 67 Karte                                                   | |                                     | 19. Juli 1990      | 118             |
| Wohnhaus                                     | Wohnhaus                                          | Schwelm Kölner Straße 69 Karte                                                   | |                                     | 19. Juli 1990      | 119             |
| Wohnhaus                                     | Wohnhaus                                          | Schwelm Schulstraße 34 Karte                                                     | |                                     | 19. Juli 1990      | 120             |
| Wohnhaus (ehem. Pfarrhaus/Augenklinik)       | Wohnhaus (ehem. Pfarrhaus/Augenklinik)            | Schwelm Wilhelmstraße 9 Karte                                                    | |                                     | 19. Juli 1990      | 121             |
| Wohnhaus                                     | Wohnhaus                                          | Schwelm Barmer Straße 15 Karte                                                   | |                                     | 3. Januar 1991     | 122             |
| Wohn- und Geschäftshaus                      | Wohn- und Geschäftshaus                           | Schwelm Hauptstraße 53 Karte                                                     | |                                     | 3. Januar 1991     | 123             |
| Wohnhaus mit Anbauten                        | Wohnhaus mit Anbauten                             | Schwelm Kölner Straße 58a und 58b Karte                                          | |                                     | 3. Januar 1991     | 124             |
| Wohnhaus (heute Verwaltungsgebäude)          | Wohnhaus (heute Verwaltungsgebäude)               | Schwelm Moltkestraße 28 Karte                                                    | |                                     | 3. Januar 1991     | 125             |
| Wohn- und Geschäftshaus                      | Wohn- und Geschäftshaus                           | Schwelm Neumarkt 3 Karte                                                         | |                                     | 3. Januar 1991     | 126             |
| Wohn- und Geschäftshaus                      | Wohn- und Geschäftshaus                           | Schwelm Neumarkt 5 Karte                                                         | |                                     | 3. Januar 1991     | 127             |
| Wohn- und Geschäftshaus                      | Wohn- und Geschäftshaus                           | Schwelm Neumarkt 7 Karte                                                         | verputzter Massivbau mit Jugendstilfassade | 1903                                | 3. Januar 1991     | 128             |
| Wohn- und Geschäftshaus                      | Wohn- und Geschäftshaus                           | Schwelm Neumarkt 9 Karte                                                         | |                                     | 3. Januar 1991     | 129             |
| Wohnhaus                                     | Wohnhaus                                          | Schwelm Mittelstraße 13 Karte                                                    | |                                     | 28. Mai 1991       | 131             |
| Wohnhaus                                     | Wohnhaus                                          | Schwelm Blücherstraße 56 Karte                                                   | |                                     | 28. Mai 1991       | 132             |
| Mietshaus                                    | Mietshaus                                         | Schwelm Hauptstraße 23 Karte                                                     | |                                     | 28. Mai 1991       | 133             |
| Wohnhaus                                     | Wohnhaus                                          | Schwelm Kölner Straße 70 Karte                                                   | |                                     | 28. Mai 1991       | 134             |
| Wohn- und Geschäftshaus                      | Wohn- und Geschäftshaus                           | Schwelm Bahnhofstraße 28 Karte                                                   | |                                     | 28. Mai 1991       | 135             |
| Wohn- und Geschäftshaus                      | Wohn- und Geschäftshaus                           | Schwelm Bismarckstraße 1 Karte                                                   | |                                     | 28. Mai 1991       | 136             |
| Mietshaus (mit Anbau)                        | Mietshaus (mit Anbau)                             | Schwelm Römerstraße 12 Karte                                                     | |                                     | 24. Mai 1991       | 137             |
| Mietshaus                                    | Mietshaus                                         | Schwelm Römerstraße 14 Karte                                                     | |                                     | 24. Mai 1991       | 138             |
| Mietshaus                                    | Mietshaus                                         | Schwelm Römerstraße 16 Karte                                                     | |                                     | 24. Mai 1991       | 139             |
| Wohn- und Geschäftshaus                      | Wohn- und Geschäftshaus                           | Schwelm Schulstraße 9 Karte                                                      | |                                     | 16. Mai 1995       | 140             |
| Wohn- und Geschäftshaus                      | Wohn- und Geschäftshaus                           | Schwelm Schulstraße 13 Karte                                                     | | um 1870                             | 23. Mai 1991       | 141             |
| Wohnhaus                                     | Wohnhaus                                          | Schwelm Wilhelmstraße 14 Karte                                                   | |                                     | 23. Mai 1991       | 142             |
| Wohnhaus (mit seitlichem Anbau)              | Wohnhaus (mit seitlichem Anbau)                   | Schwelm Bahnhofstraße 33 Karte                                                   | |                                     | 23. Mai 1991       | 143             |
| Wohnhaus (mit Garage)                        | Wohnhaus (mit Garage)                             | Schwelm Wilhelmstraße 12 Karte                                                   | |                                     | 23. Mai 1991       | 144             |
| Wohnhaus                                     | Wohnhaus                                          | Schwelm Schulstraße 20 Karte                                                     | |                                     | 23. Mai 1991       | 145             |
| Wohnhaus                                     | Wohnhaus                                          | Schwelm Auf dem Hagen 6 Karte                                                    | |                                     | 18. März 1992      | 146             |
| Wohnhaus                                     | Wohnhaus                                          | Schwelm Schulstraße 36 Karte                                                     | |                                     | 20. Dezember 1995  | 147             |
| Wohn- und Geschäftshaus                      | Wohn- und Geschäftshaus                           | Schwelm Moltkestraße 14 Karte                                                    | | um 1900                             | 18. März 1992      | 149             |
| Wohnhaus                                     | Wohnhaus                                          | Schwelm Wilhelmstraße 27 Karte                                                   | |                                     | 30. April 1992     | 150             |
| Wohnhaus                                     | Wohnhaus                                          | Schwelm Schulstraße 11 Karte                                                     | |                                     | 18. März 1992      | 151             |
| weitere Bilder                               | Judenfriedhof                                     | Delle Karte                                                                      | Jüdischer Friedhof Schwelm, in Nutzung zwischen etwa 1776 und 1943; 86 erhaltene Grabsteine | ab ca. 1776                         | 18. März 1992      | 152             |
| Wohnhaus                                     | Wohnhaus                                          | Schwelm Barmer Straße 3 Karte                                                    | |                                     | 4. Juni 1992       | 153             |
| Gebäude                                      | Gebäude                                           | Brunnen Brunnenstraße 12 Karte                                                   | |                                     | 4. Juni 1992       | 154             |
| Wohnhaus                                     | Wohnhaus                                          | Brunnen Brunnenstraße 14 Karte                                                   | |                                     | 4. Juni 1992       | 155             |
| weitere Bilder                               | Evangelische Christuskirche (äußere Hülle)        | Schwelm Kirchplatz 9 Karte                                                       | |                                     | 4. Juni 1992       | 157             |
| Postamt (äußere Hülle)                       | Postamt (äußere Hülle)                            | Schwelm Bismarckstraße 6 Karte                                                   | äußere Hülle, erbaut 1914-1915 gem. Fassadeninschrift |                                     | 3. Januar 1994     | 158             |
| Stadtvilla                                   | Stadtvilla                                        | Schwelm Schützenstraße 21 Karte                                                  | |                                     | 20. Dezember 1995  | 159             |
| Bergisch-Märkische Eisenbahn(strecke)        | Bergisch-Märkische Eisenbahn(strecke)             |                                                                                  | technisches Kulturdenkmal |                                     | 24. Oktober 1994   | 160             |
| Wohn- und Geschäftshaus                      | Wohn- und Geschäftshaus                           | Schwelm Schulstraße 39 Karte                                                     | |                                     | 20. Dezember 1995  | 161             |
| Schulgebäude (ohne seitlichen Anbau)         | Schulgebäude (ohne seitlichen Anbau)              | Schwelm Westfalendamm 15 Karte                                                   | Grundschule Westfalendamm |                                     | 20. Dezember 1995  | 163             |
| Wohnhaus                                     | Wohnhaus                                          | Schwelm Wörther Straße 4 Karte                                                   | |                                     | 20. Dezember 1995  | 164             |
| Wegachsen der ehemaligen Kuranlage           | Wegachsen der ehemaligen Kuranlage                | Brunnen Zugang über Brunnenstraße Karte                                          | |                                     | 20. Dezember 1995  | 165             |
| Wohngebäude                                  | Wohngebäude                                       | Schwelm Schulstraße 38 und 38a Karte                                             | |                                     | 4. März 1996       | 166             |
| Wohnhaus                                     | Wohnhaus                                          | Schwelm Schützenstraße 5 Karte                                                   | |                                     | 4. März 1996       | 167             |
| Wohnhaus                                     | Wohnhaus                                          | Schwelm Schützenstraße 8 Karte                                                   | |                                     | 4. März 1996       | 168             |
| Wohnhaus                                     | Wohnhaus                                          | Schwelm Schützenstraße 23 Karte                                                  | |                                     | 4. März 1996       | 169             |
| Wohnhaus (Straßenfassade)                    | Wohnhaus (Straßenfassade)                         | Schwelm Mittelstraße 8 Karte                                                     | |                                     | 4. März 1996       | 170             |
| Wohnhaus (Straßenfassade)                    | Wohnhaus (Straßenfassade)                         | Schwelm Mittelstraße 12 Karte                                                    | |                                     | 4. März 1996       | 171             |
| Wohnhaus (Straßenfassade)                    | Wohnhaus (Straßenfassade)                         | Schwelm Moltkestraße 21 Karte                                                    | |                                     | 4. März 1996       | 172             |
| Wohnhaus (Straßenfassade)                    | Wohnhaus (Straßenfassade)                         | Schwelm Moltkestraße 23 Karte                                                    | |                                     | 4. März 1996       | 173             |
| Wohnhaus (Straßenfassade)                    | Wohnhaus (Straßenfassade)                         | Schwelm Moltkestraße 25 Karte                                                    | |                                     | 4. März 1996       | 174             |
| Wohnhaus (Straßenfassade)                    | Wohnhaus (Straßenfassade)                         | Schwelm Mittelstraße 10 Karte                                                    | |                                     | 4. März 1996       | 175             |
| Wohn- und Geschäftshaus (Straßenfassade)     | Wohn- und Geschäftshaus (Straßenfassade)          | Schwelm Schulstraße 25 Karte                                                     | erster Eintrag im Schwelmer Adressbuch 1884 Bernhard Berninghaus, Schulstr. 300 1/3dI; Nachbargebäude ist die Restauration „Zur Post“ von Georg Burk Schulstr. 300 1/3dIII heute Schulstr. 23 | 1883                                | 9. Januar 1997     | 176             |
| Wohnhaus                                     | Wohnhaus                                          | Schwelm Moltkestraße 11 Karte                                                    | |                                     | 14. März 1997      | 177             |
| Mietwohnhäuser (Straßenfassade)              | Mietwohnhäuser (Straßenfassade)                   | Schwelm Moltkestraße 20/22 Karte                                                 | |                                     | 14. März 1997      | 178             |
| Wohnhaus                                     | Wohnhaus                                          | Schwelm Schützenstraße 32 Karte                                                  | |                                     | 14. März 1997      | 179             |
| Nivellementpunkt 59                          | Nivellementpunkt 59                               | Schwelm Kirchplatz 9 Karte                                                       | |                                     | 5. Januar 2007     | 180             |
| Wohnhaus                                     | Wohnhaus                                          | Schwelm Schützenstraße 6 Karte                                                   | |                                     | 3. Dezember 2012   | 181             |

## Ehemalige Baudenkmäler
| Bild                                                      | Bezeichnung                                               | Lage                              | Beschreibung | Bauzeit | Eingetragen seit   | Denkmal- nummer |
| --------------------------------------------------------- | --------------------------------------------------------- | --------------------------------- | --- | ------- | ------------------ | --------------- |
| weitere Bilder                                            | Wohnhaus (und Verwaltungsgebäude)                         | Schwelm Untermauerstraße 31 Karte | Zuletzt Verwaltungsgebäude der Schwelmer Brauerei. Wurde im September 2020 abgerissen. Löschung am 19. Oktober 2020. |         | 26. September 1986 | 9               |
| Wohnhaus                                                  | Wohnhaus                                                  | Schwelm Kölner Straße 24 Karte    | Am 10. August 2019 vollkommen niedergebrannt und zerstört. Löschungsverfahren läuft.                                 |         | 20. Februar 1989   | 53              |
| Gebäudekomplex der Firma Schwelmer Eisenwerk Müller & Co. | Gebäudekomplex der Firma Schwelmer Eisenwerk Müller & Co. | Schwelm Loher Straße 1 Karte      | technisches Kulturdenkmal; um 2014/2015 vollständig abgebrochen. Löschung am 11. August 2016.                        |         | 10. November 1993  | 148             |
| Wohnhaus                                                  | Wohnhaus                                                  | Brunnen Brunnenstraße 16 Karte    | abgerissen 2011, ein Neubau in den Proportionen des alten Hauses entstand nachfolgend. Löschung am 5. November 2013. |         | 4. Juni 1992       | 156             |

## Stadtgeographische Sortierung
(einbegriffen sind die 7 Bodendenkmäler der Stadt, vgl. Liste der Bodendenkmäler)
|  |  |  |  |

Altmarkt südwärts
Altmarkt 2, auch: 2 – Apothekeneinrichtung, 4, 8, 9, 10, 14

Hofgasse 8

Kölner Straße 1, 2, 3, 4, 5, 7, 8, 9, 10, 11, 12, 13, 14, 17, 18, 19, 21, 23, 26, 33, 40, 58a/58b, 66, 67, 69, 70, 78/80

Leistraße 1, 2, 4, 6

Bergstraße 2, 4

Ehrenberger Straße 1a
Kirche – Kirchstraße
Kirchplatz 1, 9 – Christuskirche, auch: 9 – Nivellementpunkt, 16

Kirchhof Christuskirche (Bodendenkmal)

Kirchstraße 2, 3, 5, 9, 13, 14, 15, 18

Herbergstraße 8, 12

Südstraße 6, 7

Westfalendamm 15

Drosselstraße Ehrenmal
Hauptstraße (westlich)
Barmer Straße 3, 7, 8, 9, 11/11a, 13/13a, 15

Hauptstraße 3, 5, 6, 7, 8, 15, 16, 18, 20, 22, 23, 24, 28, 34, 35, 37, 53, 55, 56, 58, 61

Schulstraße – Neumarkt
Schulstraße 7, 9, 11, 13, 20, 25, 27, 32, 34, 36, 38/38a, 39

Bahnhofstraße 28, 33

Bismarckstraße 1, 6

Mittelstraße 8, 10, 12, 13

Neumarkt 1, 3, 5, 7, 9, 11, 13, 15, 17
|  |  |  |  |

Römerstraße – Moltkestraße
Römerstraße 12, 14, 16

Moltkestraße 11, 14, 20/22, 21, 23, 25, 28

Wilhelmstraße 9, 11, 12, 14, 25, 27
Hauptstraße (östlich)
Hauptstraße 72, 79, 81, 83, 100, 104, 106, 109, 111, 114, 116, 119, 133, 135, 137, 149

Möllenkotter Straße 2, 4
Äußere Stadt nördlich
Blücherstraße 56

Schützenstraße 5, 6, 8, 21, 23, 32

Wörther Straße 4

Hattinger Straße 45

Gut Oberberge 2, 4

Brunnenstraße 12, 14, 28

Brunnenhäuschen, Brunnenpark Wegachsen

Haus Martfeld, auch: Haferkasten

Freiflächen am Haus Martfeld (Bodendenkmal)

Bergisch-Märkische Eisenbahnstrecke
Äußere Stadt südlich
Barmer Straße 47

Auf dem Hagen 6

Bandwirkerweg 44/44a

Hohlweg / Gooshaiken (Bodendenkmal)

Jüdischer Friedhof Delle

Beyenburger Straße 2

Hohlweg / Winterberg (Bodendenkmal)

Hohlweg / Weuste (Bodendenkmal)

Hohlweg / Weberstal (Bodendenkmal)

Landwehr / Vesterberg (Bodendenkmal)